# Directeur académique des services de l'Éducation nationale
Cet article traite des anciens inspecteurs d’académie - directeurs des services départementaux de l'Éducation nationale française (IA-DASEN) et des anciens inspecteurs d'académie adjoints (IAA). Voir aussi : Inspecteur d'académie - Inspecteur pédagogique régional (IA-IPR).
Le 1er février 2012, les directeurs académiques des services de l'Éducation nationale ont remplacé les inspecteurs d'académie. Sous l'autorité du recteur d'académie, le directeur académique des services de l'Éducation nationale (DASEN ou DA-SEN) est, dans le département, le responsable des services de l’éducation (dénommée Direction des services départementaux de l'Éducation nationale), à l’exception de ceux de l'enseignement supérieur. Il est nommé par décret du président de la République, sur proposition du ministre chargé de l’Éducation nationale.
Dans les vingt-cinq départements les plus importants, il est assisté d'un ou de plusieurs directeurs académiques adjoints (DAASEN) ; dans les autres, d'un inspecteur de l'Éducation nationale (IEN) qui coordonne les autres inspecteurs de l'Éducation nationale, chargés de l'inspection des maîtres du premier degré du département.

## Histoire
Ces directeurs académiques sont issus des « inspecteurs des académies » déjà envisagés lors de la création de l'Université impériale en 1808, mais ils sont alors au service de l'ensemble de l'académie. Avec la loi Falloux (1850), une académie est instituée dans chaque département, et le recteur peut être assisté d'un ou plusieurs inspecteurs. 
La loi Fortoul du 14 juin 1854 recrée de larges académies, mais place dans chaque département un inspecteur d'académie chargé de représenter le recteur, et qui peut présider le conseil départemental de l'Instruction publique. Sous la double autorité du recteur et du préfet, l'inspecteur d'académie devient peu à peu le chef départemental des services éducatifs. Cette situation est officialisée par le décret du 28 février 1948. En 1966, Geneviève Robida est la première femme à être nommée à ces fonctions. Le titre de « directeur des services départementaux de l'Éducation » (puis « de l'Éducation nationale ») est ajouté en 1976.
Le titre « d'inspecteur » est supprimé au 1er février 2012 au profit de l'intitulé de directeur académique des services de l'Éducation nationale. Toutefois, une note de service du 15 janvier 2014 autorise les DASEN à se faire appeler Monsieur l'inspecteur d'Académie - directeur académique des services de l'Education nationale (IA-DASEN) « dans l'usage courant et en dehors d'actes à caractère réglementaire».
Le DASEN n'a plus de compétences de droit, mais les obtient par délégation du recteur, en se voyant éventuellement attribuer des missions de niveau académique.

## Statut
Pour être nommé dans l'emploi de DASEN, il faut être inspecteur d'académie - inspecteur pédagogique régional (IA-IPR) titulaire ou, dans la limite de 5 % de l'effectif budgétaire des emplois, administrateur civil depuis huit années dont quatre au ministère chargé de l'Éducation nationale. Parfois sont aussi nommés dans cet emploi des personnels de direction. Les DAASEN (directeurs académiques adjoints) sont également nommés parmi les IA-IPR titulaires.
Il y a actuellement[Quand ?] environ 150 directeurs académiques des services de l'Éducation nationale ou adjoints en fonction. 
Les DASEN sont soumis à une obligation de mobilité tous les six ans et peuvent se voir retirer cet emploi dans l'intérêt du service.
Leurs responsabilités ont été accrues au cours de ces dernières années à la suite des mesures de déconcentration et par la mise en œuvre de la politique de décentralisation.